# Castiliscar (kommunhuvudort)
Castiliscar är en kommunhuvudort i Spanien.   Den ligger i provinsen Provincia de Zaragoza och regionen Aragonien, i den nordöstra delen av landet, 290 km nordost om huvudstaden Madrid. Castiliscar ligger 491 meter över havet och antalet invånare är 401.
Terrängen runt Castiliscar är kuperad åt nordost, men åt sydväst är den platt. Runt Castiliscar är det mycket glesbefolkat, med 3 invånare per kvadratkilometer. Närmaste större samhälle är Sádaba, 10,5 km söder om Castiliscar. Trakten runt Castiliscar består till största delen av jordbruksmark.